# Saulnot
Saulnot ist eine französische Gemeinde im Département Haute-Saône in der Region Bourgogne-Franche-Comté.

## Geographie
Saulnot liegt auf einer Höhe von 360 m über dem Meeresspiegel, zehn Kilometer westlich von Héricourt und etwa 14 Kilometer nordwestlich der Stadt Montbéliard (Luftlinie). Das Dorf erstreckt sich im Westen der Burgundischen Pforte, in einer Längsmulde zwischen den Höhen des Massif de Saulnot (Bois de Granges) im Norden und des Bois des Hautes Roches im Süden.
Die Fläche des 26,73 km² großen Gemeindegebiets umfasst einen Abschnitt im Westen der Burgundischen Pforte. Der zentrale Teil des Gebietes wird in West-Ost-Richtung von einer weiten Längsmulde durchquert, die eine Breite von ungefähr drei Kilometern aufweist. Im Bereich des Dorfes verläuft eine Wasserscheide: Nach Westen entwässern der Ruisseau du Pont du Rond und der Ruisseau de Mouillère, die zum Einzugsgebiet des Ognon gehören; im Osten befindet sich ein oberirdisch abflussloses Becken, in dem sich das Moorgebiet Marais de Saulnot ausdehnt. Der Bach Sapoie versickert jedoch am Südrand des Beckens. Das Gebiet wird überwiegend landwirtschaftlich genutzt (Acker- und Wiesland).
Flankiert wird die Längsmulde im Süden vom bewaldeten Hochplateau des Bois des Hautes Roches (510 m), das zu den angrenzenden, wasserarmen Kalkhochflächen überleitet. Das Hochplateau besteht aus einer widerstandsfähigen Kalkschicht der mittleren Jurazeit. Nach Norden erstreckt sich das Gemeindeareal in das hügelige Gebiet des Massif de Saulnot, das von der ausgedehnten Waldung des Bois de Granges bedeckt wird. Es bildet die südwestliche Fortsetzung der Vogesen und ist teils aus Buntsandstein aufgebaut, teils tritt auch das kristalline Grundgebirge zutage. Auf dem Höhenrücken des Grand Bois de Champey wird mit 522 m die höchste Erhebung von Saulnot erreicht. Ganz im Norden reicht der Gemeindebann bis in die Quellgebiete von Ruisseau de Courmont und Ruisseau des Prés Meuniers.
Zu Saulnot gehören neben dem eigentlichen Ort mehrere Dörfer und Weiler, nämlich:
- Malval (375 m) im Tal des Ruisseau de Mouillère am Südrand des Bois de Granges
- Corcelles (365 m) am Nordfuß des Bois des Hautes Roches
- Gonvillars (395 m) in einer Talmulde am Ostfuß des Bois des Hautes Roches

Nachbargemeinden von Saulnot sind Faymont und Courmont im Norden, Champey, Le Vernoy, Chavanne und Villers-sur-Saulnot im Osten, Arcey und Gémonval im Süden sowie Crevans-et-la-Chapelle-lès-Granges und Granges-le-Bourg im Westen.

## Geschichte
Das Gemeindegebiet von Saulnot war schon in prähistorischer Zeit bewohnt. Zeugnisse der Anwesenheit des Menschen wurden in der Grotte de la Baume (bei Gonvillars) sowie auf einem bronzezeitlichen Siedlungsplatz im Bois de Corcelles entdeckt. Saulnot wird im Jahr 1147 im Zusammenhang mit salz- und mineralhaltigen Quellen erwähnt. Im Mittelalter gehörte der Ort zur Herrschaft Granges. Seit dem 14. Jahrhundert verstärkten die Grafen von Montbéliard ihren Einfluss auf Saulnot. Das Dorf war bis zum 17. Jahrhundert für seinen Salzabbau bekannt. Im benachbarten Corcelles, das 1140 erstmals erwähnt wird, hatte im 16. Jahrhundert der Abbau von Steinkohle Bedeutung.

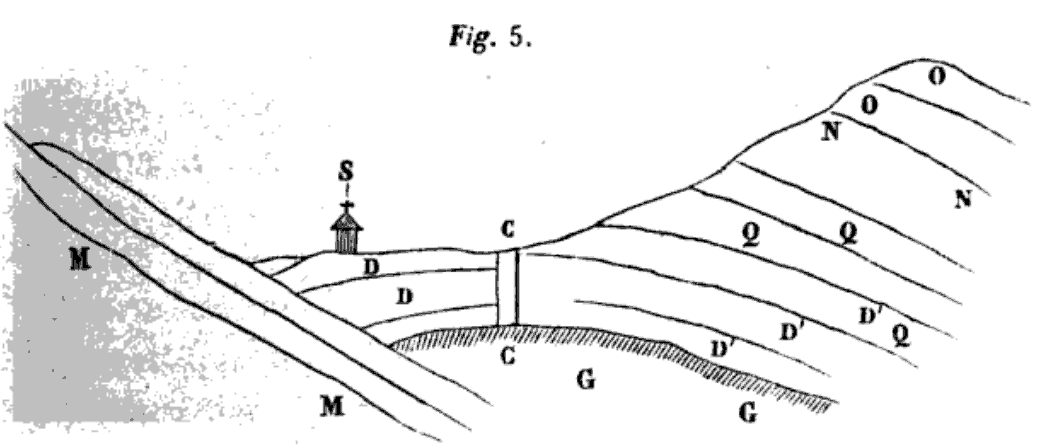
Schnittansicht des Kohleflözes von Saulnot
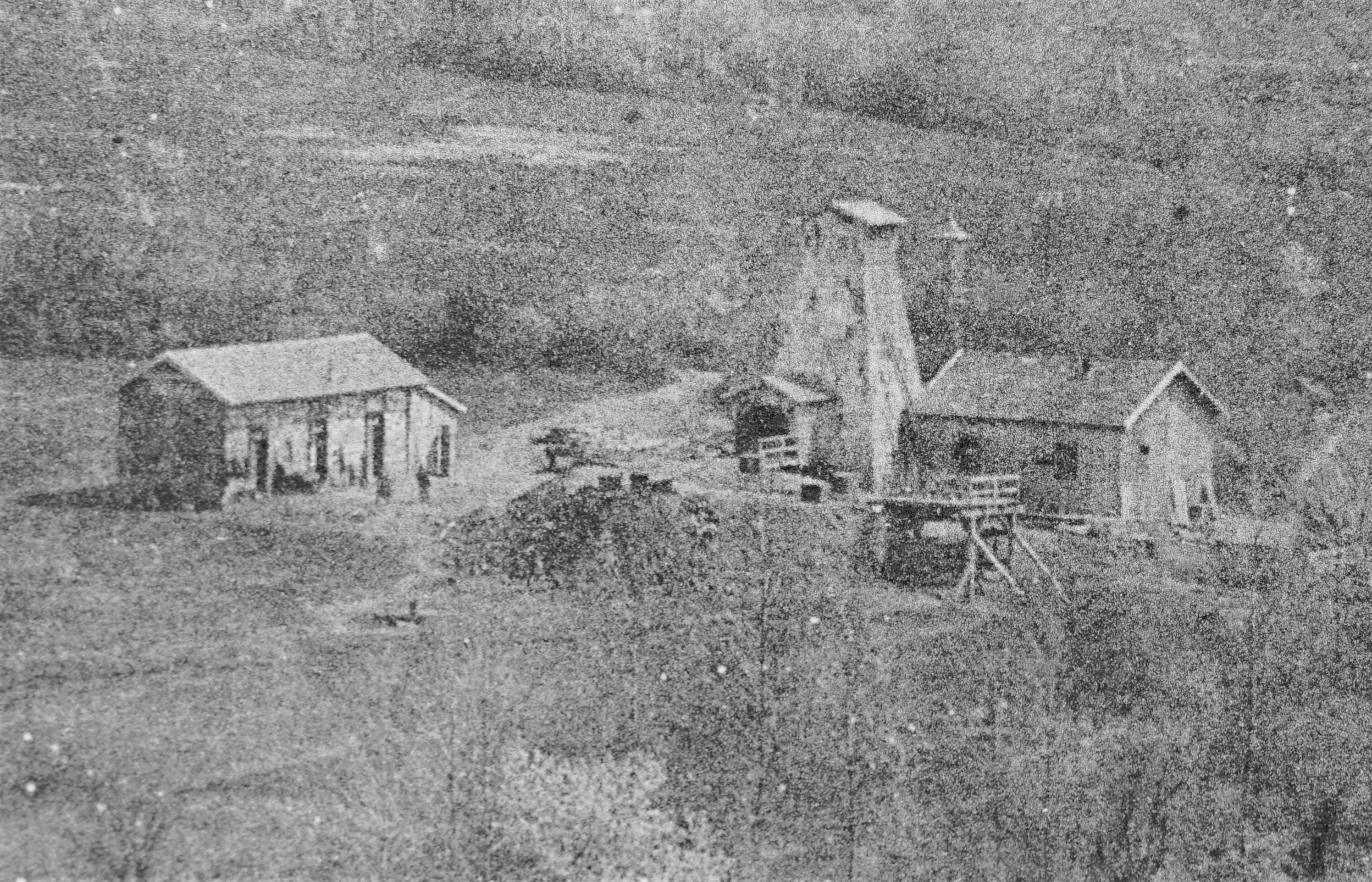
Bergwerksschacht zu Beginn des 20. Jahrhunderts
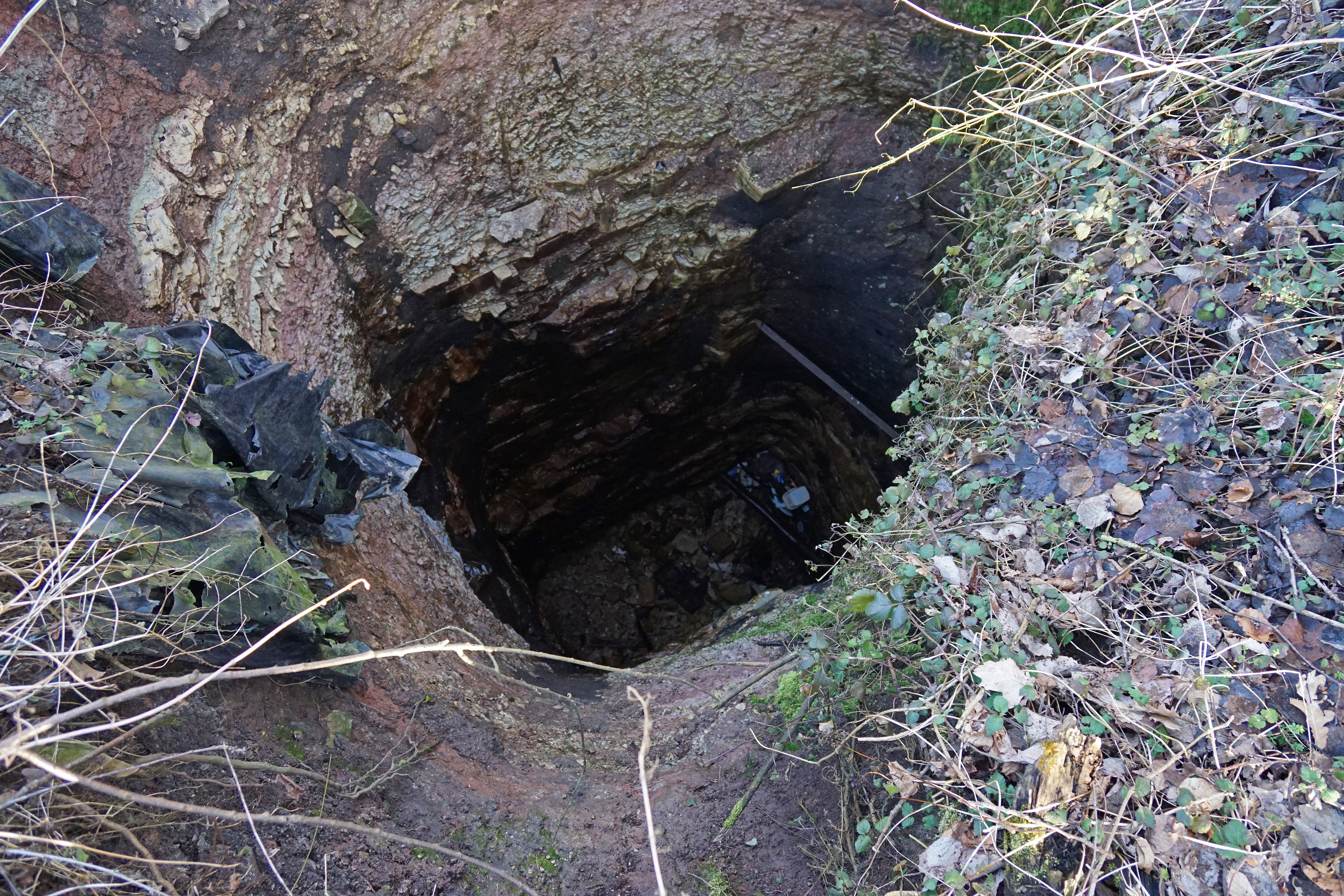
Blick in einen offenen Schacht

Zusammen mit der Franche-Comté gelangte Saulnot mit dem Frieden von Nimwegen 1678 definitiv an Frankreich. Zu einer Gebietsveränderung kam es 1821, als Malval (das erst 1790 eigene Gemeinde wurde) nach Saulnot eingemeindet wurde. 1972 wurden auch die vorher selbständigen Gemeinden Corcelles und Gonvillars mit Saulnot fusioniert. Seit 2001 ist Saulnot Mitglied des 20 Ortschaften umfassenden Gemeindeverbandes Communauté de communes du Pays d’Héricourt.

### Bevölkerungsentwicklung
| Jahr                       | 1962 | 1968 | 1975 | 1982 | 1990 | 1999 | 2009 | 2020 |
| Einwohner                  | 394  | 400  | 554  | 707  | 704  | 709  | 783  | 779  |
| Quellen: Cassini und INSEE |      |      |      |      |      |      |      |      |

Mit 766 Einwohnern (Stand 1. Januar 2022) gehört Saulnot zu den kleinen Gemeinden des Départements Haute-Saône. Nachdem die Einwohnerzahl in der ersten Hälfte des 20. Jahrhunderts deutlich abgenommen hatte (1886 wurden noch 674 Personen gezählt), wurde vor allem während der 1970er Jahre wieder ein kräftiges Bevölkerungswachstum verzeichnet. Seither verblieb die Einwohnerzahl auf annähernd konstantem Niveau.

## Sehenswürdigkeiten
Die Dorfkirche Église de la Décollation-de-Saint-Jean-Baptiste (St. Johannes Enthauptung) in Saulnot wurde 1946 neu errichtet. Zur reichen Innenausstattung gehören ein Taufbecken aus dem 12. oder 13. Jahrhundert, zwei Silberkelche und ein Kupferkreuz aus dem 18. Jahrhundert. Ein Wegkreuz stammt aus dem 18. Jahrhundert. Im Ortskern sind verschiedene Häuser aus dem 17. bis 19. Jahrhundert im traditionellen Stil der Franche-Comté erhalten. Das Fontaine-Lavoir, das einst als Brunnen, Waschhaus und Viehtränke diente, wurde im 19. Jahrhundert aus rotem Sandstein errichtet. Von einem ehemaligen Herrschaftssitz zeugen Überreste auf der Flur Châtelot.

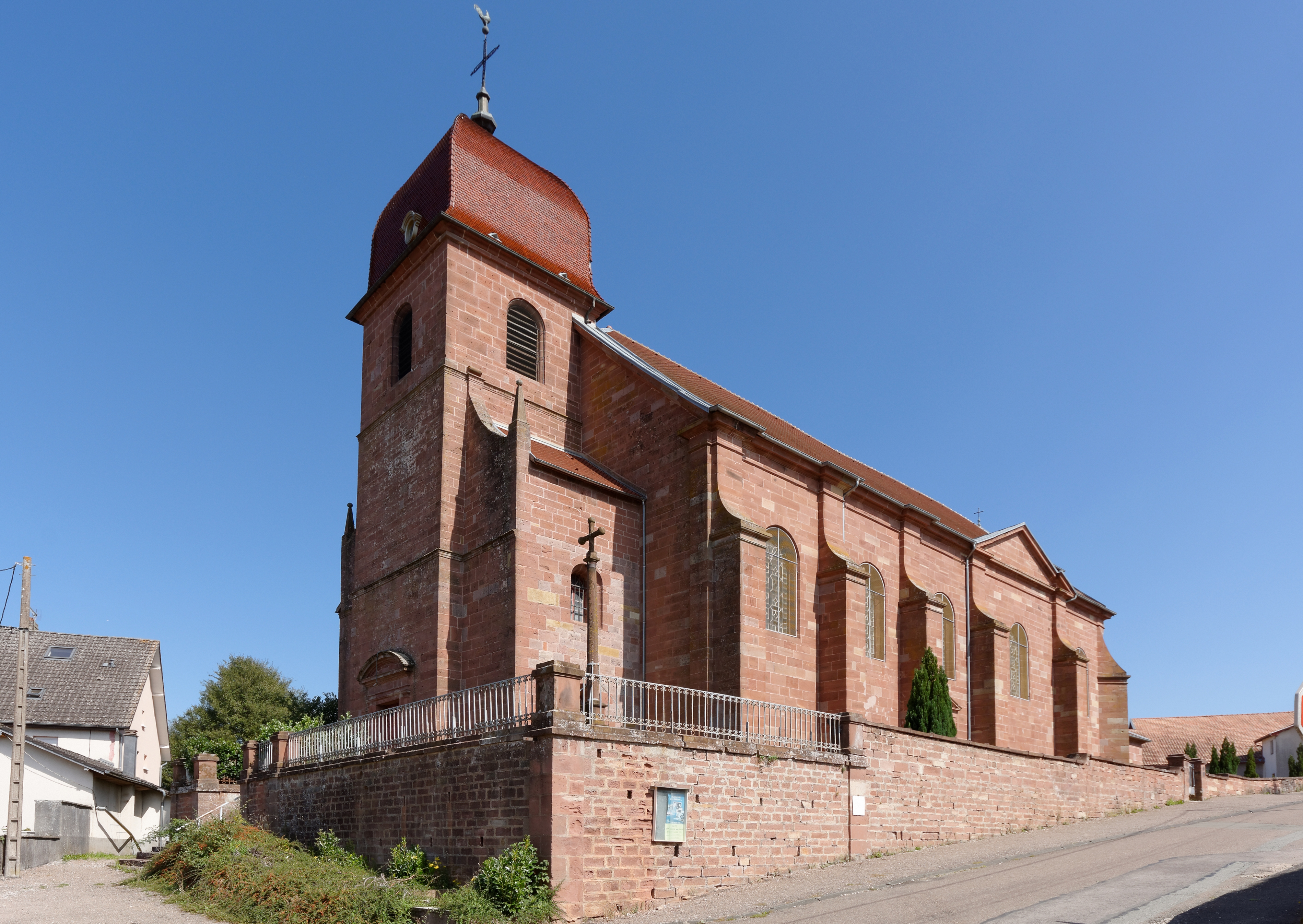
Dorfkirche Saulnot
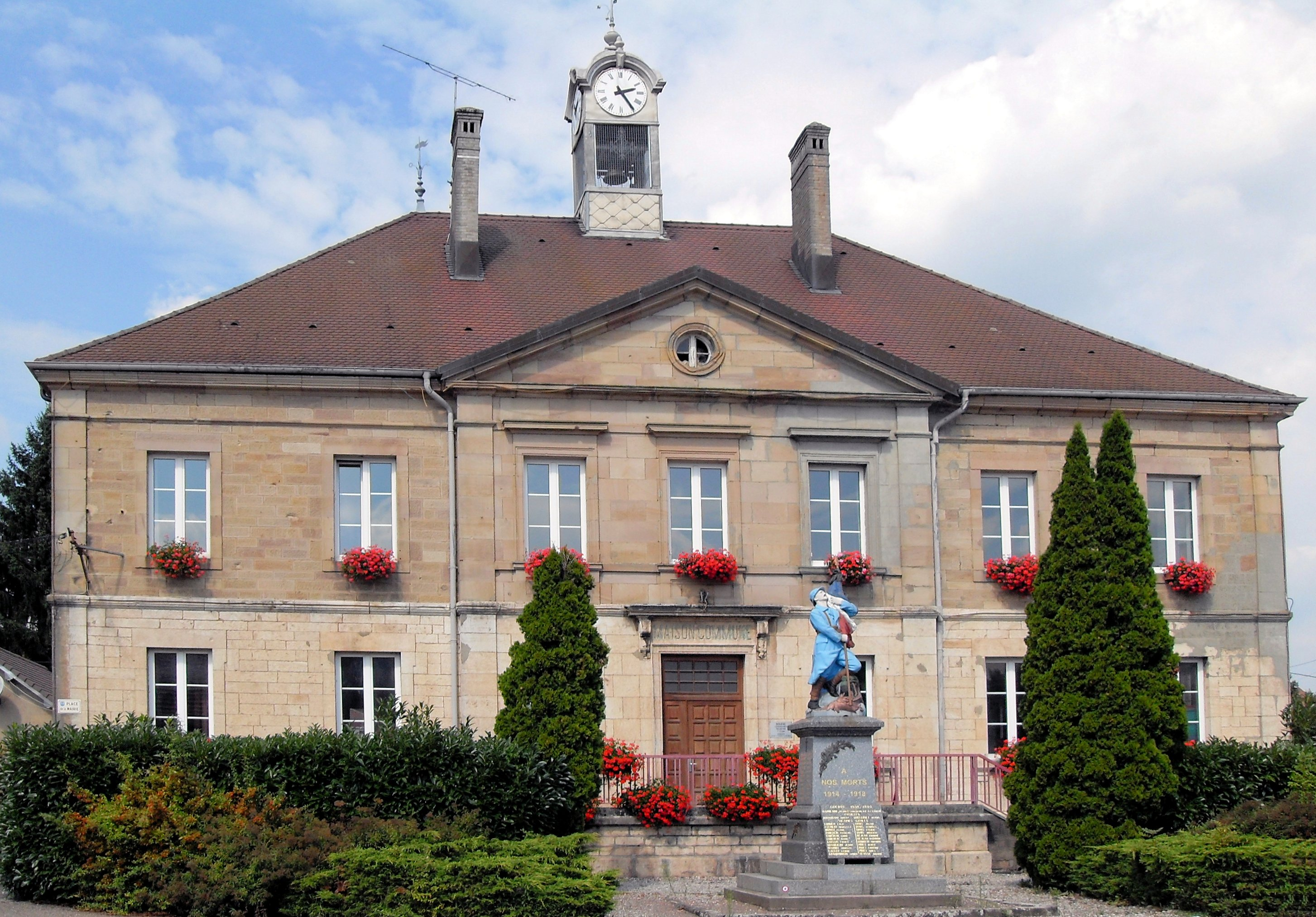
Ehemalige Mairie, heute Gemeindehaus

## Wirtschaft und Infrastruktur
Saulnot war lange Zeit ein vorwiegend durch die Landwirtschaft (Ackerbau, Obstbau und Viehzucht) und die Forstwirtschaft geprägtes Dorf. Daneben gibt es heute verschiedene Betriebe des lokalen Kleingewerbes sowie Betriebe des Baugewerbes und der Feinmechanik. Mittlerweile hat sich das Dorf auch zu einer Wohngemeinde gewandelt. Viele Erwerbstätige sind deshalb Wegpendler, die in Héricourt und in den Agglomerationen Belfort und Montbéliard ihrer Arbeit nachgehen.
Die Ortschaft ist verkehrstechnisch gut erschlossen. Sie liegt an der Hauptstraße D9, die von Héricourt nach Villersexel führt. Der nächste Anschluss an die Autobahn A36 befindet sich in einer Entfernung von ungefähr 20 km. Weitere Straßenverbindungen bestehen mit Arcey, Aibre, Lomont und Granges-le-Bourg.